# Újratervezés (kisjátékfilm)
Az Újratervezés egy 2013-ban készült magyar kétszereplős rövidfilm. Rendezője Tóth Barnabás.

## Cselekmény
|  | Alább az Újratervezés cselekményének részletei következnek, ezért összecsukható dobozba helyeztük! |

A film kezdetén egy házaspárt látunk, amint éppen autóval utaznak. A nő (Pogány Judit) folyamatosan beleszól a férje (Kovács Zsolt) vezetési stílusába. Ezt több alkalommal is láthatjuk. Időközben kiderül, hogy a nő betegsége miatt ezeknek az utazásoknak a célja egy kórház.
A férfi a sokadik alkalom után megelégeli, hogy felesége folyamatosan beszél az autóban, ezért félreáll, és egy diktafonnal rögzíti a felesége "fecsegését" az autóban. Mindeközben azt is látjuk, hogy a nő egészségi állapota rohamosan romlik.
Az egyik alkalommal, mikor a kórházhoz érnek, a nő tólószékben ül, és egy GPS-t ajándékoz a férjének, aki ezt is élesen bírálja.
A következő képben már a nő nincs a férfival, feltehetőleg meghalt a betegségben. Feleségének hiányát úgy próbálja meg pótolni, hogy a diktafonra felvett beszédét játssza le magának vezetés közben.
|  | Itt a vége a cselekmény részletezésének! |

## Teljes stáblista
A filmben látható stáblista sorrendjének megfelelően:
| Titulus                         | Alkotó neve                                                    |
| ------------------------------- | -------------------------------------------------------------- |
| "Klára", a nő szerepében        | Pogány Judit                                                   |
| "Vilmos", a férfi szerepében    | Kovács Zsolt                                                   |
| Író és rendező                  | Tóth Barnabás                                                  |
| Producerek                      | Tóth Lajos Kuczkó Andrea Rajna Gábor Sipos Tamás Tóth Barnabás |
| Operatőr                        | Marosi Gábor                                                   |
| Zene                            | Pirisi László                                                  |
| Hangmérnők                      | Kőporosy János                                                 |
| Vágó                            | Tóth Barnabás                                                  |
| Rendezőasszisztens              | Dankó Zsolt                                                    |
| Gyártásvezető                   | Valkony Zsolt                                                  |
| Felvételvezető                  | Gregusné O. Zsuzsanna                                          |
| Kameraman                       | Bíró Attila                                                    |
| Fővilágosító                    | Laczkó Ferenc                                                  |
| Smink                           | Dobrovitz Szilvia                                              |
| Mikrofonos                      | Stella Szabolcs                                                |
| Trailer / technika              | Prinz Barnabás Prinz Károly Prinz Szabolcs                     |
| Kameratechnikusok               | Domokos Sándor Wallner Ádám                                    |
| Kameratechnikus / data wrangler | Gaál Laco                                                      |
| Kamera autó                     | Pásztor Csaba Budaházi Tibor                                   |
| Konzultánsok                    | Hamvas Dániel Lisztes Linda Várady Zsuzsi                      |
| Colorist / title designer       | Gaál Laco                                                      |